# Kacper Płusa
Kacper Płusa (ur. 1992 w Pabianicach) – polski poeta, laureat Nagrody im. Kazimiery Iłłakowiczówny.
Studiował filologię polską na Uniwersytet Łódzkim.
Był nominowany do Nagrody Literackiej Gdynia 2013 za tom Ze skraju i ze światła. Za ten sam tom otrzymał Nagrodę Poetycką im. Kazimiery Iłłakowiczówny za najlepszy poetycki debiut książkowy roku 2012 oraz był wyróżniony w IX Ogólnopolskim Konkursie Literackim „Złoty Środek Poezji” 2013. Laureat III Nagrody X Ogólnopolskiego Konkursu Poetyckiego im. R.M. Rilkego 2015 oraz Nagrody Głównej VIII Ogólnopolskiego Konkursu na Autorską Książkę Poetycką – Świdnica 2015 za projekt tomu Wiersze na żółtym papierze (nagroda – wydanie tego tomu). Nominowany w Konkursie im. Klemensa Janickiego 2017. Publikował m.in. w „Akancie”, „Arkadii”, „Arteriach”, „Dwutygodniku”, „Gazecie Wyborczej”, „Szafie”, „Wakacie”. Stypendysta Ministra Nauki i Szkolnictwa Wyższego za rok 2014. Mieszka w Łodzi.

## Publikacje
- Ze skraju i ze światła (Wydawnictwo Kwadratura, Łódź 2012)
- Wiersze na żółtym papierze (Miejska Biblioteka Publiczna im. C.K. Norwida, Świdnica 2015)